# Julian Gamble
Julian Gamble (* 15. September 1989 in Durham, North Carolina, Vereinigte Staaten) ist ein US-amerikanischer Basketballspieler.

## Karriere
Seine basketballerische Ausbildung erhielt Gamble von 2007 bis 2013 an der University of Miami. In seiner Abschlusssaison mit den Miami Hurricanes in der US-amerikanischen College-Liga NCAA erzielte Gamble durchschnittlich 6,5 Punkte und 4,9 Rebounds pro Spiel. Beim NBA-Draft 2013 wurde Gamble nicht gedraftet.
Seinen ersten Profivertrag unterschrieb Gamble beim französischen Zweitligisten Saint-Vallier Basket Drôme (Saison 2013/14). Dort erzielte er durchschnittlich 16,3 Punkte und 9,0 Rebounds pro Spiel.
Im Sommer 2014 wechselte Gamble in die belgische Liga zu Basic-FIT Brüssel. In der Saison 2015/16 konnte Gamble mit Brüssel bis ins Playoff-Halbfinale vordringen und erzielte durchschnittlich 16,6 Punkte sowie 8,3 Rebounds.
Gamble wechselte zur Saison 2016/17 in die deutsche Basketball-Bundesliga zu den Telekom Baskets Bonn. Nach dem Playoff-Aus der Telekom Baskets Bonn gegen Meister Brose Bamberg im Mai 2018 schloss sich Gamble für den Rest der Saison 2017/2018 dem französischen Erstligisten ASVEL Lyon-Villeurbanne an.
Zur Saison 2018/19 wechselt Gamble innerhalb der französischen Liga zu Nanterre 92.